# Sayyid Ahmad Khan

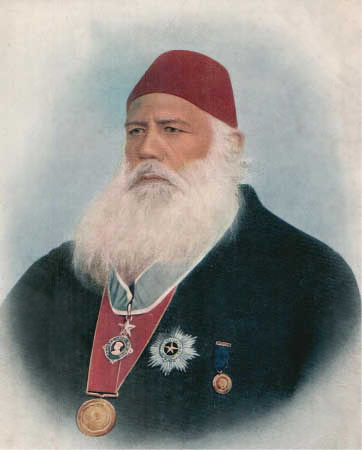
Sayyid Ahmad Khan mit den Ordenszeichen des Order of the Star of India

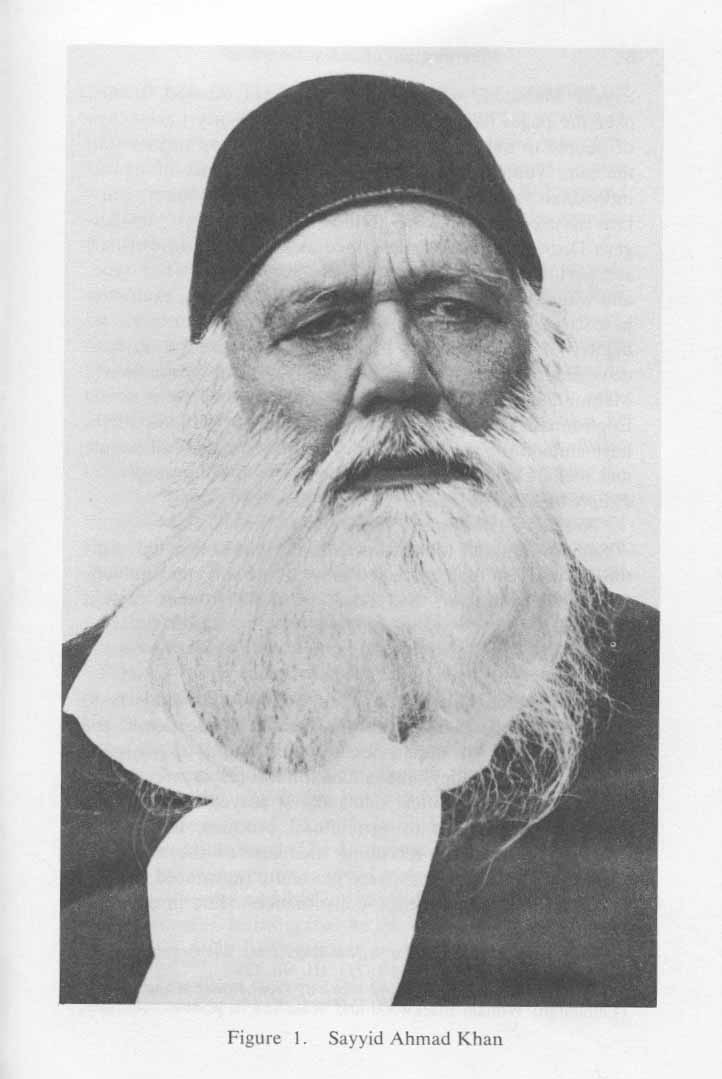
Sayyid Ahmad Khan

Sayyid Ahmad Khan Bahadur (persisch سید احمد خان بہادر; heute meist als Sir Syed bekannt, * 17. Oktober 1817 in Delhi; † 27. März 1898 in Aligarh) war ein indischer Gelehrter und eine zentrale Figur des südasiatischen Reformislams.

## Leben
Ahmad Khans Vorfahren stammten ursprünglich aus der persischen Stadt Herat, im mittelalterlichen Chorasan, bevor sie nach Indien auswanderten.
Er wuchs bei seinem Großvater Khwajah Farid-ud-Din Ahmad Khan auf. Seine Familie hatte eine enge Verbindung zum Hof des Moguls, denn sein Großvater war ein Wazir und Botschafter in Iran und Burma für die East India Company. Er lehrte zudem Mathematik und Astronomie an der Calcutta-Madrasa, um niedere Beamte für die Regierungsämter auszubilden. Seine Mutter Aziz an-Nisa Begum, die Khan hochschätzte, hatte sich dem Sufismus verschrieben, was einen großen Einfluss auf ihn hatte. Khan war lange Zeit an einem islamischen Gerichtshof tätig und schrieb Abhandlungen über die islamische Geschichte und die islamische Religion.

## Verhältnis zu den Briten
Ab 1839 arbeitete Sayyid Ahmad Khan als Beamter für die East India Company. In dieser Funktion gründete er Übersetzungsvereine, wie beispielsweise die Translation Society. Seine Zuwendung zur englischen Sprache und Kultur hatte sich seit seinem Besuch in England 1869/70 verstärkt, was zu starker Kritik führte. Seine Gegner warfen ihm vor, die britische Zivilisation als höchste Kulturstufe zu sehen. Von Seiten der Briten wiederum erhielt er als treuer Untertan den Adelstitel.
Während des Aufstands von 1857 hatte er in seiner Funktion als britischer Beamter die Kolonie in Bijnaur vor den Aufständischen verteidigt.
Sayyid Ahmad sah die Zusammenarbeit mit den Briten als einzige Möglichkeit an, die Lage der Muslime in Indien zu verbessern. Für ihn war der Aufstand von 1857 die Folge von Missverständnissen zwischen den Briten und den indischen Muslimen gewesen, da sie gegenseitig ihre Bräuche und Sitten nicht kannten und nicht verstanden. Daher unternahm er den Versuch einen Kommentar zur Bibel zu schreiben. Sayyid Ahmad vollendete den Kommentar zwar nicht, aber er kann dennoch als wichtig angesehen werden, da er der erste Versuch eines Kommentars von muslimischer Seite war.

## Denken und Wirken
Khan hat in seinem Leben drei Stationen des Denkens durchlaufen, die sich folgendermaßen einordnen lassen:
1. Religiöses Denken (1842–1857),
2. Zeit der Übersetzung (1857–1869),
3. Interpretation der Religion (1870–1898).[8]

Anhand bestimmter Koranverse, die er neu interpretierte, versuchte er zu belegen, dass der Dschihad für Muslime nur dann verpflichtend sei, wenn es eine „aktive Unterdrückung oder Behinderung der Religionsausübung“ gebe. Für Khan stellt sich der Dschihad somit als ein Kampf für die Religionsfreiheit dar, da die Briten aber weder das rituelle Gebet, noch das Ramadan-Fasten und die Pilgerfahrt nach Mekka behinderten, sei ein Dschihad gegen sie unzulässig. Khan interpretiert die kriegerischen Auseinandersetzung des Propheten und seiner Nachfolger nach der Vertreibung also nicht primär als ein Kampf gegen eine andere Religion, sondern für eine freie Religionsausübung. Die theologischen Grundlinien Khans sind von der Lehre Schah Waliullahs geprägt und führt damit die Gedanken einer innerislamischen Erneuerungsbewegung fort, die noch nicht in Wechselwirkung mit dem Westen entstand. So betont auch Khan die Konzentration auf Koran und Sunna im Rahmen des ijtihads bei der Lösung von Rechtsproblemen.
Sayyid Ahmad Khan beschäftigte sich ab 1870 auch intensiv mit der Herausforderung, die die neu entstehende Disziplin der Naturwissenschaften an Gesellschaft und Religion stellte.
In einer Rede legt er dar, wie der wahre Islam seiner Meinung nach sein sollte. Zum einen grenzt er den Islam scharf von der griechischen Philosophie (besonders Aristoteles) ab, deren Denkweisen tief in der islamischen Kultur verwurzelt sind, womit er indirekt den rationalistisch geprägten Islam, der an den Madrasas, den islamischen Hochschulen gelehrt wird, kritisiert. Die griechische Philosophie ist für ihn ein unzureichendes Mittel, um den Anforderungen zu genügen, die die moderne Naturwissenschaft an die Religion stellt. Diese moderne Naturwissenschaft ist durch die Empirie ausgezeichnet und gerade nicht durch ein sich auf eine Metaphysik berufendes Gedankengerüst. Sayyid Ahmad Khan sieht in dieser naturwissenschaftlichen Empirie und Erfahrungsorientierung den Anknüpfungspunkt an den Islam und die grundständige Vereinbarkeit mit ihm. Sie beruht darauf, dass er den Islam als Gottes Wort, die Naturwissenschaft aber als Gottes Werk betrachtet, die per se nicht im Widerspruch zueinander stehen können. Der Islam muss seiner Meinung nach zurück zu seinen Wurzeln, um flexibel genug zu sein den Anfragen der neuen Zeit zu genügen. Sayyid Ahmad Khan lässt sich damit in die breite Strömung des Reformislam, wie es ihn zur gleichen Zeit zum Beispiel auch in Ägypten gab, einordnen. So versuchte er zum Beispiel den Koran von seinem mystischen Beiwerk zu befreien und betonte naturwissenschaftliche Elemente innerhalb der Theologie. Dieser Versuch der Vereinbarung von Theologie und Naturwissenschaft brachte ihm allerdings viel Kritik ein, da er selbst nicht die Madrasen-Ausbildung absolviert hatte, es sich aber dennoch zur Aufgabe gesetzt hatte, theologische Aussagen zu hinterfragen. Diese Vorwürfe kamen vor allem von Seiten der orthodoxen muslimischen Bewegungen der Ahl-i Hadīth und der Deoband-Schule, von denen er teilweise als „Naturalist“ kritisiert wurde. Außerdem wurde er stark für seinen Bibelkommtar kritisiert, in dem er dem Vorwurf einer Fälschung der Erzählungen widerspricht. In diesem Zusammenhang sah er sich dem Vorwurf einer zu starken Assimilierung an den kolonialen Westen ausgesetzt.
Ab etwa 1862 beschäftigte sich Ahmad Khan mit der Bibel, der er grundsätzliche Authentizität der Schriften und teilweisen Offenbarungscharakter zurechnete. Er teilte nicht die von Muslimen schon zur selben Zeit geäußerten Vorwürfe, das Christentum sei aufgrund seiner Lehre von der Trinität eine polytheistische Religion. 1869/70 lebte Ahmad Khan etwa anderthalb Jahre lang in England. Nach der Rückkehr versuchte er die Muslime in Indien nicht nur davon zu überzeugen, der britischen Herrschaft gegenüber loyal zu sein, sondern auch etwas von der westlichen Kultur aufzunehmen. Zudem beschloss er ein „muslimisches Cambridge“ zu bauen. Die Absicht, die er verfolgte war, die Muslime wieder an das Eliten- und Staatssystem anschlussfähig zu machen. Im britischen Kolonialismus hat sich das System dahingehend verändert, dass nun vor allem brahmanische Hindus in Verwaltungspositionen eingesetzt wurden, die sich bereitwilliger in das koloniale Verwaltungssystem integrieren ließen. Damit bildeten sie eine neue elitäre Schicht gegenüber den Muslimen, die nach dem Aufstand 1857 durch den Untergang des Mogulreichs und die Machtübernahme der britischen Kolonialherren ihre Macht einbüßten. Diese Entwicklung empfanden die Muslime als Demütigung, weshalb sie sich vom System abgewendet haben. Mit der Abwendung verpassten sie den Anschluss, was unter anderem auch die (sprachliche) Bildung betraf. Um die Anschlussfähigkeit wiederherzustellen, gründete Khan das Anglo-Muhammadan Oriental College, die spätere Aligarh Muslim University. Hier konnten junge Muslime die neue Amtssprache, Englisch, lernen, damit sie den kolonialen Ansprüchen gerecht werden konnten. Der neu gestaltete Lernkanon zielte dabei auch darauf ab, die Schüler in Kontakt mit Humanismus, Naturwissenschaften und Politiktheorie zu bringen. In der Konsequenz sollten erneut muslimische Eliten etabliert werden. Jedem dieser Colleges sollte eine Moschee angeschlossen sein, so wie Kirchen an die Colleges in Oxford und Cambridge angeschlossen sind. 1873 wurden erste Planungen des College veröffentlicht. 1875 wurde im indischen Aligarh die Aligarh Muslim University gegründet. Khans bildungspolitisches Engagement und sein weitreichende Einfluss fand auch in der Arbeit der 1886 gegründeten Muhammadan Educational Conference Ausdruck. Diese hatte die Verbreitung eines modernen und höheren Bildungsstands unter den Moslems zum Ziel, wobei die Übersetzungsarbeiten vom Englischen ins Urdu eine wesentliche Rolle spielten.
Den weiteren politischen Entwicklungen stand Khan stark ablehnend gegenüber. Als 1885 der Indische Nationalkongress gegründet worden war, empfahl er sogar seinen Glaubensbrüdern dem Kongress fernzubleiben. Khan befürchtete, dass die schon seit dem Aufstand 1857 bestehende Machtverschiebung zu Gunsten der Hindus die nur als Minderheit vertretenen Muslime weiter an den Rand drängen würden.

## Islam als „wahre Religion“
Das zentrale Argument für den Islam als „wahre Religion“ postuliert Khan in seiner Aussage „Islam is nature and nature is Islam.“ Der Einklang mit der empirischen Natur bildet für ihn das Fundament von Religion. So wird auch die Natur des Menschen als eine vernünftige Art angesehen und auf eine vernünftige Weise (beides im Sinne der Empirie) betrachtet. Die Offenbarung Gottes liegt in seinem Werk (Natur) und seinem Wort (Koran). Diese beiden können nicht kategorial unterschieden werden. Alles Sein (z. B. Natur, Mensch) ist Gottes Werk, die Religion ist Gottes Wort. Zusammen bilden sie das dīn, ein Konzept des Sufismus (es besagt, dass der islamische Prophet Mohammad präexistent ist und sein Licht sich in allen Propheten widerspiegelt), das er hier neu interpretiert, losgelöst von Mohammad als universale Religion (Gottes Wort spiegelt sich in der ganzen Natur, seinem Werk, wider). Von daher wird seine Annahme der Übereinstimmung des Islam mit der Naturwissenschaft und seine Bewährung als wahre Religion durch seine Übereinstimmung mit der menschlichen Natur verständlich.